# Štětkovice
Štětkovice är en ort i Tjeckien.   Den ligger i regionen Mellersta Böhmen, i den centrala delen av landet, 50 km söder om huvudstaden Prag. Štětkovice ligger 444 meter över havet och antalet invånare är 294.
Terrängen runt Štětkovice är lite kuperad. Runt Štětkovice är det ganska tätbefolkat, med 72 invånare per kvadratkilometer. Närmaste större samhälle är Benešov, 17,9 km nordost om Štětkovice. Trakten runt Štětkovice består till största delen av jordbruksmark.